# Þjófafoss
Þjófafoss (Thjofafoss) (in lingua islandese: cascata dei ladri) è una cascata situata lungo il corso del fiume Þjórsá, sul lato orientale dei campi di lava Merkurhraun, a sudovest della collina della tuya basaltica Búrfell, nella regione del Suðurland, nella parte meridionale dell'Islanda. 
La cascata ha un'altezza di 12 metri e una larghezza di 52 metri, quest'ultima molto variabile in funzione della portata d'acqua.

## Etimologia
L'etimologia della denominazione Þjófafoss (Thjofafoss secondo l'alfabeto latino) che in lingua islandese significa: cascata dei ladri, è legata alla leggenda che qui venissero affogati coloro che erano stati condannati per furto.

## Descrizione
A monte della cascata Þjófafoss, sul fiume Þjórsá è stata costruita la grande centrale idroelettrica Búrfellsstöð che sfrutta le sue acque per la produzione di energia elettrica. Di conseguenza la portata del fiume è controllata e durante la stagione invernale risulta piuttosto scarsa. Nella stagione calda invece, quando la temperatura più elevata provoca lo scioglimento dei ghiacciai, la portata supera ampiamente la capacità di sfruttamento della centrale e quindi viene rilasciata una maggiore quantità d'acqua. D'inverno l'acqua, bloccata dalla diga della centrale, fa in tempo a depositare i sedimenti trasportati, per cui l'acqua del fiume a valle della centrale appare estremamente limpida, mentre è torbida in estate quando non ha il tempo di sedimentare i depositi di origine glaciale trasportati dalla corrente.

## Escursionismo
La cascata può essere raggiunta attraverso un sentiero di circa 4 km che procede in direzione nordovest dalla Strada 26, o attraverso un sentiero in direzione sud dalla Strada 32, che oltrepassa la centrale idroelettrica Búrfellsstöð e la cascata Hjálparfoss.